# Агинелу дус Сантус, Жозе
Жозе́ Агине́лу дус Са́нтус (порт.-браз. José Aguinelo dos Santos; 7 июля 1888 Педра-Бранка, Бразилия — 20 декабря 2017 Бразилия) — неверифицированный бразильский долгожитель, то есть долгожитель, возраст которого не подтверждён международными организациями, согласно документам которые ему выдали в 2001 году, изначально никаких официальных данных о рождении он не имел, документы были представлены судом, там и была установлена дата рождения, на сегодняшний день его возраст научно не доказан и пока не внесён в Книгу рекордов Гиннесса.

## Биография
Родился 7 июля 1888 в Педра-Бранка, Бразилия, его родители были рабами, но он родился уже свободным человеком. В 1973 году переехал в дом престарелых «Vila Vicentina». Информацию о его возрасте сотрудники пансионата не разглашали, поскольку сведения были неточными.
24 июля 2014 в пансионат приехала группа корреспондентов, взявшая у него интервью, когда ему исполнилось 126 лет. Хосе вышел на пенсию в 65 лет. Его утро начиналось с принятия препарата, который поднимает аппетит. В день он мог выкурить пачку сигарет, любил общаться с жильцами и рассказывать анекдоты, но из-за плохой подвижности языка трудно было понять, что произносит Хосе. Как говорит психолог, работающий в пансионате, его можно понять, если подойти поближе. Когда он отметил свой 129-й день рождения, была подана заявка в Книгу рекордов Гиннесса, также администрация дома престарелых решила провести экспертизу, чтобы доказать его предполагаемый возраст. Скончался 20 декабря 2017 в возрасте 129 лет 166 дней.